# Kanton Kaysersberg
Kaysersberg is een voormalig kanton van het Franse departement Moselle.
Het kanton maakte deel uit van het arrondissement Ribeauvillé totdat dit op 1 januari 2015 werd samengevoegd met het arrondissement Colmar tot het het arrondissement Colmar-Ribeauvillé. Op 22 maart van hetzelfde jaar werd het kanton ook opgeheven en werden de gemeenten opgenomen in het kanton Sainte-Marie-aux-Mines, met uitzondering van Ingersheim, dat werd ingedeeld bij het op die dag gevormde kanton Colmar-1, en Niedermorschwihr, dat werd overgeheveld naar het kanton Wintzenheim.

## Gemeenten
Het kanton Kaysersberg omvatte de volgende gemeenten:
- Ammerschwihr
- Beblenheim
- Bennwihr
- Ingersheim
- Katzenthal
- Kaysersberg (hoofdplaats)
- Kientzheim
- Mittelwihr
- Niedermorschwihr
- Riquewihr
- Sigolsheim
- Zellenberg